# Carpentras (kompozytor)
Carpentras, właśc. Elzéar Genet (ur. ok. 1470–1475 w Carpentras, zm. 14 czerwca 1548 w Awinionie) – francuski kompozytor.

## Życiorys
W 1505 roku otrzymał prebendę w Awinionie. Od 1508 roku przebywał w Rzymie, gdzie był śpiewakiem w chórze Kaplicy Sykstyńskiej. W bliżej nieokreślonym okresie między 1508 a 1513/1514 rokiem przebywał ponownie we Francji na dworze króla Ludwika XII, po czym powrócił do Rzymu. W 1518 roku został kapelmistrzem Kaplicy Sykstyńskiej. W 1521 roku osiadł w Awinionie, gdzie, z krótką przerwą na kolejny pobyt w Rzymie w latach 1524–1526, pozostał do końca życia. Pełnił funkcję dziekana awiniońskiego kościoła St. Agricole.

## Twórczość
Większość utworów Carpentrasa zawarta jest w czterech zbiorach kompozycji, wydanych w Awinionie między 1532 a 1539 rokiem. Kompozytor osobiście nadzorował ich publikację i ustalił specjalny kształt czcionki nutowej, z zastrzeżeniem sobie wyłączności jej użycia na okres 4 lat. Skomponował 5 mszy, zbiór lamentacji, hymny, magnificaty, psalmy, ponad 20 motetów, 4 frottole, 2 chansony.
Twórczość Carpentrasa utrzymana jest w stylistyce Josquina des Prés, cechuje się prostotą stosowanych środków technicznych i pieczołowitym podejściem do tekstów słownych. Wszystkie napisane przez niego msze należą do gatunku missa parodia i oparte są na chansonach.